# Muhsin Yazıcıoğlu
Muhsin Yazıcıoğlu (* 31. Dezember 1954 in Elmalı, Şarkışla, Provinz Sivas; gestorben 25. März 2009 in Göksun, Kahramanmaraş) war ein türkischer Abgeordneter und Vorsitzender der rechtsextrem-islamischen Partei der Großen Einheit (BBP).

## Leben
Muhsin Yazıcıoğlu wurde als Sohn einer bäuerlichen Familie geboren. Die Grundschule absolvierte er in Elmalı und die Mittelschule besuchte er in Şarkışla. Er studierte anschließend ab 1972 Veterinärmedizin an der Universität Ankara.
Bereits als Jugendlicher schloss er sich den Grauen Wölfen, die sich selbst als „Idealisten“ bezeichnen, an. In Ankara war er in der Zentrale der Idealistenvereine als stellvertretender Vorsitzender und später als Vorsitzender der Idealistenvereine tätig. Er trat der Partei der Nationalistischen Bewegung (MHP) bei und wurde Berater des Vorsitzenden Alparslan Türkeş. Nach dem Militärputsch von 1980 und der Machtübernahme durch die Militärs verbrachte er insgesamt 7,5 Jahre im Gefängnis. Nach der Haft schloss er sich der Nachfolgepartei der MHP, der „Partei der Nationalistischen Arbeit“ (MÇP) an und wurde 1991 als Abgeordneter in das türkische Parlament gewählt. Im Jahre 1992 verließ er die Partei und gründete Anfang 1993 die Partei der Großen Einheit, deren Vorsitz er übernahm. Bei den Parlamentswahlen von 1995 wurde er aufgrund eines Wahlbündnisses mit der Mutterlandspartei erneut in die Nationalversammlung gewählt. Wenige Wochen später verließ er die Partei und kehrte zur BBP zurück. Bei den Wahlen im Jahre 2007 trat er kurzfristig aus der BBP aus und wurde als unabhängiger Kandidat seines Wahlkreises zum dritten Mal ins Parlament gewählt. Wenige Tage später übernahm er wieder sein Amt als Vorsitzender der BBP. Nach einer Wahlkampfveranstaltung für die Kommunalwahlen im März 2009 stürzte er zusammen mit fünf weiteren Insassen am 25. März 2009 mit einem Hubschrauber über einem unwegsamen Berggebiet ab. Am 27. März, nach etwa 47 Stunden Suchzeit, erreichten Rettungskräfte die stark verschneite Absturzstelle in der Provinz Kahramanmaraş und bargen in den Folgestunden die Leichen Yazıcıoğlus, des Piloten und der anderen Insassen.
Muhsin Yazıcıoğlu war verheiratet und Vater zweier Kinder.

## Aussagen
- Muhsin Yazıcıoğlu erklärt 2005 angesichts von Lynchversuchen gegen Anhänger von Abdullah Öcalan: „Wenn der Staat die Sicherheit des Volkes nicht gewährleistet [...], darf der Bürger nicht zurückstehen. Das Volk hat das Recht, selbst für seine Sicherheit zu sorgen.“[1]
- Als Verbindungen seiner Partei zu den Drahtziehern des Mordes an Hrant Dink offenbart wurden, erklärte Yazıcıoğlu, „internationale Kräfte“ stünden hinter dem Mord.
- Angesichts der Verhöhnung des ermordeten Hrant Dinks durch die Sänger Ozan Arif und İsmail Türüt erklärte Yazıcıoğlu, Arif habe die nationalen Gefühle gegen separatistische und verräterische Aspirationen zum Ausdruck gebracht.[2]
- Im Jahr 2007 äußerte Yazıcıoğlu den Verdacht, dass die USA und Israel im Nordirak einen jüdisch-kurdischen Staat gründen wollten.[3]